# Campionati europei di pentathlon moderno 2010
I campionati europei di pentathlon moderno 2010 sono stati la 19ª edizione della competizione. Si sono svolti a Debrecen, in Ungheria.

## Medagliere
| Pos.   | Paese       | Oro | Argento | Bronzo | Totale |
| ------ | ----------- | --- | ------- | ------ | ------ |
| 1      | Ungheria    | 2   | 1       | 0      | 3      |
| 2      | Rep. Ceca   | 2   | 0       | 0      | 2      |
| 3      | Germania    | 1   | 3       | 1      | 5      |
| 4      | Francia     | 1   | 0       | 0      | 2      |
| 5      | Polonia     | 0   | 1       | 1      |        |
| 5      | Regno Unito | 0   | 1       | 1      | 2      |
| 9      | Lituania    | 0   | 0       | 3      | 3      |
| Totale | Totale      | 6   | 6       | 6      | 18     |

## Podi

### Maschili
| Evento      | Oro           | Argento      | Bronzo         |  |
| Individuale | David Svoboda | Samuel Weale | Stefan Köllner |  |
| A squadre   | Germania      | Rep. Ceca    | Lituania       |  |
| Staffetta   | Ungheria      | Polonia      | Lituania       |  |

### Femminili
| Evento      | Oro         | Argento         | Bronzo          |  |
| Individuale | Amélie Cazé | Lena Schöneborn | Donata Rimšaitė |  |
| A squadre   | Germania    | Ungheria        | Regno Unito     |  |
| Staffetta   | Ungheria    | Germania        | Polonia         |  |